# لوئیس سالرون
لوئیس سالرون (اسپانیایی: Luis Salmerón‎؛ زادهٔ ۱۸ مارس ۱۹۸۲) بازیکن فوتبال اهل آرژانتین است. 

## باشگاهی
از باشگاه‌هایی که در آن بازی کرده‌است می‌توان به باشگاه فوتبال رئال مادرید، باشگاه فوتبال بانفیلد، باشگاه فوتبال اتلتیکو تیگره، باشگاه فوتبال اتلتیکو مادرید، باشگاه فوتبال بارسلونا، و باشگاه فوتبال شانگهای گرینلند شنهوآ اشاره کرد.